# Вечірній варіант
«Вечірній варіант» (латис. «Vakara variants») — радянський художній фільм режисера Дзідри Рітенберги, знятий на Ризькій кіностудії у 1980 році.

## Сюжет
Головна героїня фільму приїжджає працювати за розподілом в вечірню школу невеликого провінційного міста. Її сучасний підхід до методики навчання не знаходить розуміння серед нових колег. Більш того, мимоволі, вона стає втягнутою в складні сімейні відносини одного зі своїх учнів.

## У ролях
- Астріда Кайріша — Анна
- Роман Громадський — Віктор
- Індра Бурковська — Ієва
- Юріс Жагарс — Юріс
- Лелде Вікмане — Юлія
- Лігіта Скуїня — Регіна
- Майга Майніеце — директор школи
- Хелга Данцберга — Майга
- Єва Мурнієце — Аделаїда
- Іза Біне — вчитель фізики
- Гунар Орделовскіс — Арвід
- Яніс Дзенітіс — Улдіс
- Діана Занде — Еріка
- Ілга Вітола — мати Яніса
- Олга Круміня — Рута Янівна

## Знімальна група
- Автори сценарію: Броніслава Паршевська, Владлен Дозорцев
- Режисер-постановник: Дзідра Рітенберга
- Оператор-постановник: Гвідо Скулте
- Композитор: Валтер Камінскіс
- Художник-постановник: Дайліс Рожлапа
- Звукооператор: Євген Ольшанко
- Художник по костюмам: Вечелла Варславане
- Директор: Андріс Стравінскіс